# Boccia op de Paralympische Zomerspelen 2000

Boccia was een van de sporten op het programma van de Paralympische Zomerspelen van 2000 in Sydney, Australië.

## Deelnemende landen
| - Australië - België - Canada - Groot-Brittannië - Ierland | - Nieuw-Zeeland - Noorwegen - Oostenrijk - Portugal - Spanje | - Tsjechië - Verenigde Staten - Zuid-Korea |

## Individueel

### BC1
| Plaats | Land | Sporter           |
| ------ | ---- | ----------------- |
| 1      | IRL  | Gabriel Shelly    |
| 2      | ESP  | Antonio Cid       |
| 3      | ESP  | Francisco Beltran |

### BC2
| Plaats | Land | Sporter      |
| ------ | ---- | ------------ |
| 1      | GBR  | Nigel Murray |
| 2      | KOR  | Jin Woo Lee  |
| 3      | ESP  | Jesús Fraile |

### BC3
| Plaats | Land | Sporter       |
| ------ | ---- | ------------- |
| 1      | POR  | José Macedo   |
| 2      | POR  | Armando Costa |
| 3      | CAN  | Paul Gauthier |

## Duo's

### BC3
| Plaats | Land | Sporters                         |
| ------ | ---- | -------------------------------- |
| 1      | IRL  | Margaret Grant John Cronin       |
| 2      | ESP  | Yolanda Martin Santiago Pesquera |
| 3      | CAN  | Alison Kabush Paul Gauthier      |

## Trio's

### BC1-BC2
| Plaats | Land | Sporters                                                    |
| ------ | ---- | ----------------------------------------------------------- |
| 1      | KOR  | Keun Hoo Goo Hae Ryung Kim Jin Woo Lee Jung Ho Lee          |
| 2      | ESP  | Jesús Fraile Alvaro Galan Francisco Beltran Antonio Cid     |
| 3      | POR  | Luis Belchior António Marques Fernando Ferreira Pedro Silva |

Atletiek · Bankdrukken · Basketbal · Boogschieten · Boccia · CP-voetbal · Goalball · Judo · Paardensport · Rugby · Schermen · Schietsport · Tafeltennis · Tennis · Volleybal · Wielersport · Zeilen · Zwemmen
New York & Stoke Mandeville 1984 · 
Seoel 1988 · 
Barcelona 1992 · 
Atlanta 1996 · 
Sydney 2000 · 
Athene 2004 · 
Peking 2008 · 
Londen 2012 · 
Rio de Janeiro 2016 · 
Tokio 2020 ·
Parijs 2024 ·  
Los Angeles 2028